# Erasmus Alberus
Erasmus Alberus (c. 1500 - 5 de mayo de 1553) fue un humanista, reformador luterano y poeta alemán.

## Vida
Nació en el pueblo de Bruchenbrücken (actualmente parte de Friedberg, estado de Hesse, Alemania) alrededor de 1500. Aunque su padre Tilemann Alber era maestro de escuela, su educación inicial fue descuidada.
Finalmente, en 1518 encontró su camino a la Universidad de Wittenberg, donde estudió teología. Tuvo la buena fortuna de atraer la atención de Martín Lutero y Philipp Melanchthon, y posteriormente se convirtió en uno de los ayudantes más activos de Lutero en la Reforma protestante.
No solo luchó por la causa protestante como predicador y teólogo, sino que fue casi el único miembro del partido de Lutero que pudo confrontar a los católicos con el arma de la sátira literaria. En 1542 publicó una sátira en prosa de la que Lutero escribió el prefacio, Der Barfusser Monche Eulenspiegel und Alkoran, una adaptación paródica del Liber conformitatum del franciscano Bartolommeo Rinonico de Pisa, en la que se ridiculiza a la orden franciscana.
De mayor valor literario es la didáctica y satírica Buch von der Tugend und Weisheit (1550), una colección de cuarenta y nueve fábulas en las que Alberus encarna sus opiniones sobre las relaciones entre Iglesia y Estado. Su sátira es incisiva, pero de una manera académica y humanista; no apela a las pasiones populares con la feroz franqueza que permitió al maestro de la sátira católica, Thomas Murner, infligir golpes tan contundentes.
Varios de los himnos de Alberus, todos los cuales muestran la influencia de su maestro Lutero, se han conservado en el himnario protestante alemán.
Después de la muerte de Lutero, Alberus fue diácono durante un tiempo en Wittenberg; sin embargo, se involucró en los conflictos políticos de la época y estuvo en Magdeburgo en 1550-1551, mientras la ciudad era sitiada por Mauricio de Sajonia. En 1552 fue nombrado superintendente general en Nuevo Brandeburgo, Mecklemburgo, donde murió el 5 de mayo de 1553.

## Traducciones
Himno de Acción de Gracias de Alberus: A ti, oh Dios, nuestro agradecimiento te damos , traducido por Nathaniel J. Biebert (Red Brick Parsonage, 2014).